# Бокиївська сільська рада
Боки́ївська сільська́ ра́да — адміністративно-територіальна одиниця та орган місцевого самоврядування в Волочиському районі Хмельницької області. Адміністративний центр — село Бокиївка.

## Загальні відомості
- Територія ради: 48,545 км²
- Населення ради: 1 140 осіб (станом на 2001 рік)

## Населені пункти
Сільській раді були підпорядковані населені пункти:
- с. Бокиївка
- с. Медведівка

## Склад ради
Рада складалася з 12 депутатів та голови.
- Голова ради: Сніцар Володимир Михайлович
- Секретар ради: Гачек Надія Михайлівна

### Керівний склад попередніх скликань
| Прізвище, ім'я, по батькові | Основні відомості                                                 | Дата обрання | Дата звільнення |
| --------------------------- | ----------------------------------------------------------------- | ------------ | --------------- |
| Гаргаун Ганна Михайлівна    | Сільський голова, 1961 року народження, позапартійна              | 26.03.2006   | 31.10.2010      |
| Сніцар Володимир Михайлович | Сільський голова, 1956 року народження, освіта вища, безпартійний | 31.10.2010   |                 |

Примітка: таблиця складена за даними сайту Верховної Ради України

### Депутати
За результатами місцевих виборів 2010 року депутатами ради стали:

#### За суб'єктами висування
| Суб'єкт висування                | Кількість обраних депутатів | %    |
| -------------------------------- | --------------------------- | ---- |
| Самовисування                    | 9                           | 75   |
| Народна партія                   | 2                           | 16,7 |
| Політична партія «Нова політика» | 1                           | 8,3  |

#### За округами
| № округу                         | Прізвище, ім'я, по батькові   | Дата визнання обраним | Освіта             | Партійна приналежність                 | Відомості про обраного депутата              |
| -------------------------------- | ----------------------------- | --------------------- | ------------------ | -------------------------------------- | -------------------------------------------- |
| Народна Партія                   |                               |                       |                    |                                        |                                              |
| 5                                | Циринюк Роман Анатолійович    | 05.11.2010            | середня            | позапартійний                          | Фірма «Формула-1», охоронець                 |
| 7                                | Сніцар Наталія Михайлівна     | 05.11.2010            | середня спеціальна | позапартійна                           | Ідентифікація і реєстрація тварин, інспектор |
| Політична партія «Нова політика» |                               |                       |                    |                                        |                                              |
| 6                                | Мельник Володимир Васильович  | 05.11.2010            | середня            | член Політичної партії «Нова політика» | приватний підприємець                        |
| Самовисування                    |                               |                       |                    |                                        |                                              |
| 1                                | Юхимчук Володимир Петрович    | 05.11.2010            | середня спеціальна | позапартійний                          | тимчасово не працює                          |
| 2                                | Ткачук Федір Федорович        | 05.11.2010            | вища               | позапартійний                          | пенсіонер                                    |
| 3                                | Гавара Олександр Юрійович     | 05.11.2010            | середня            | позапартійний                          | ТОВ Лукойл «Україна», оператор               |
| 4                                | Сибіга Світлана Володимирівна | 05.11.2010            | вища               | позапартійна                           | Бокиївська загальноосвітня школа, директор   |
| 8                                | Букшован Михайло Петрович     | 05.11.2010            | середня            | позапартійний                          | ТОВ «Робімакс-Агро», тракторист              |
| 9                                | Пенцак Василь Гнатович        | 05.11.2010            | середня            | позапартійний                          | ТОВ Лукойл Україна, оператор                 |
| 10                               | Леськов Леонтій Леонтійович   | 05.11.2010            | середня            | позапартійний                          | пенсіонер                                    |
| 11                               | Гачек Надія Миколаївна        | 05.11.2010            | середня спеціальна | позапартійна                           | Бокиївська сільська рада, секретар           |
| 12                               | Жаборовська Надія Сергіївна   | 05.11.2010            | середня            | позапартійна                           | тимчасово не працює                          |